# Cine Arte Normandie
Cine Arte Normandie es un centro cultural ubicado en Santiago de Chile, dedicado a la exhibición de cine independiente y otras actividades artísticas que no se encuentran en el ámbito comercial, ofreciendo filmes de autores nacionales como internacionales.

## Historia
El cine inició sus actividades en agosto de 1982, desarrollándolas inicialmente en su primera ubicación en el local de Alameda 139, el cual poseía el nombre de sala Normandie, la cual posteriormente agregó el apelativo de Cine Arte, constituyéndose como lugar de reunión de artistas, cinéfilos y la comunidad en general. Este espacio fue creado y organizado por Alex Doll, Mildred Doll y Sergio Salinas, promoviendo la cultura cinematográfica y el legado de los antiguos cine clubes de los años 1960 con obras de Andrei Tarkovsky, Ingmar Bergman, Alejandro Jodorowsky, entre otros.
El primer filme presentado por el cine fue El caballo del orgullo de Claude Chabrol. Poco a poco el espacio adquirió mayor adhesión consiguiendo su primer éxito a través de La ley de la calle de Francis Ford Coppola. Producto del cese del contrato de arriendo con CONATE, el lugar de actividades debió ser reestructurado para finalmente cambiar de ubicación. Su antigua ubicación en Alameda 139 fue ocupada por el Centro Arte Alameda desde 1992.
Desde diciembre de 1991, y hasta la actualidad, el Cine Arte Normandie empieza a funcionar en calle Tarapacá 1181, en una antigua iglesia, situada en el casco antiguo de la ciudad, en pleno centro de Santiago. Este ciclo de apertura logró prolongar las iniciativas del proyecto continuando con la difusión del cine con valor cultural y estético, siendo su programación en ciclos un aporte a la vida cultural de la ciudad. 
Cabe destacar que este lugar no solo alberga cinematografía ya que ofrece actividades de danza y teatro, como así también en los últimos años ha colaborado en la actividad educativa mediante el Consejo Nacional de la Cultura y las Artes, trabajando con colegios, estudiantes y profesores. Respecto a su infraestructura y las mejoras realizadas, en la actualidad su capacidad permite recibir a más de 600 espectadores.

## En la cultura popular
- El Cine Arte Normandie es nombrado por el grupo chileno Los Prisioneros, en la canción «¿Por qué no se van?» de 1986.[1]